# Thiocarbamaat

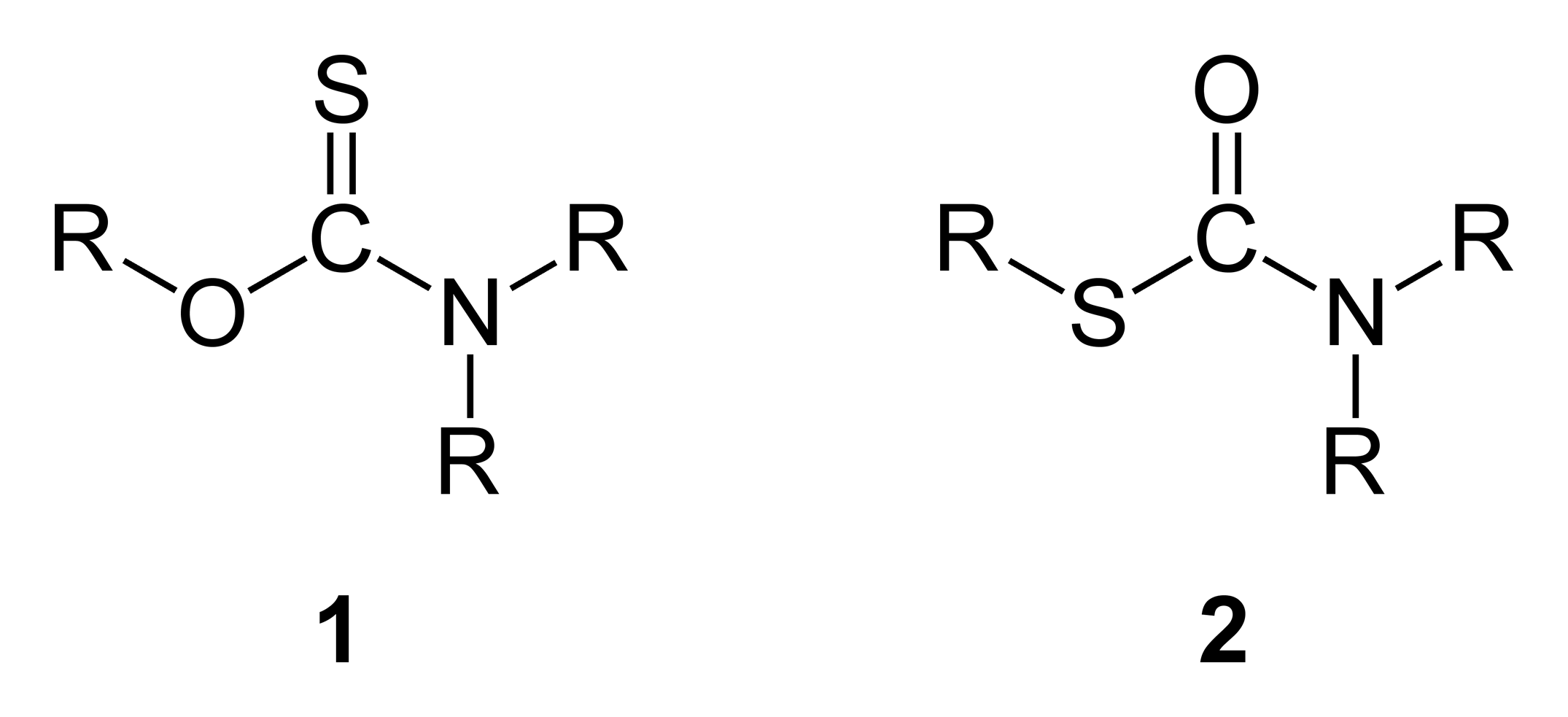
Algemene structuurformule van de 2 soorten thiocarbamaten:
(1) O-thiocarbamaat
(2) S-thiocarbamaten

Een thiocarbamaat is een functionele groep die is afgeleid van een carbamaatgroep. Het is een zwavelderivaat van carbamaat, waarbij een van beide zuurstofatomen is vervangen door een zwavelatoom. Er zijn bijgevolg 2 mogelijke thiocarbamaten te onderscheiden:
- O-thiocarbamaten (1), waarbij de zuurstof van de carbonylgroep is vervangen door zwavel
- S-thiocarbamaten (2), waarbij de zuurstof uit de etherverbinding is vervangen door zwavel

Deze twee vormen zijn isomeren van elkaar en kunnen in elkaar overgaan; dit wordt de Newman-Kwart-omlegging genoemd.

## Synthese
Thiocarbamaten kunnen bereid worden door hydrolyse van thiocyanaten:
{\displaystyle {\ce {RSCN + H2O -> RSC(=O)NH2}}}
Als R een arylgroep voorstelt, wordt bovenstaande reactie de Riemschneider-thiocarbamaatsynthese genoemd.